# 양자 암호
양자암호(量子暗號, 영어: quantum cryptography)는 양자역학적 특성을 활용한 암호화 작업이다. 양자암호화의 가장 잘 알려진 예제로 양자 키 분배를 들 수 있다. 이는 키교환 문제에 대한 정보이론상 안전한 해답이다. 양자 암호은 고전역학적으로는 해결 불가능하다고 증명되거나 추측되는 다양한 암호화 작업을 해결할 수 있다는 장점을 가진다. 예를 들어, 양자 상태로 인코딩된 데이터를 복사하는 것은 불가능한데, 이는 양자 키 분배에서 도청을 감지하는데 사용할 수 있는 특징이다.

한편, 우리말의 어감상 양자통신과 양자 내성 암호(양자 후 암호) 모두 양자컴퓨터와 관련이 있을 것으로 보이지만 사실 양자통신은 양자역학적 특성을 이용할 뿐 양자컴퓨터와 무관하며, 양자내성암호도 양자컴퓨터가 실용화되었을 경우를 가정하고 이를 이용하여 해독을 시도하여도 안전하다는 것이지 알고리즘 자체는 현재의 범용 컴퓨터에서 구현되고 동작한다.

## 역사
양자 암호는 Stephen Wiesner와 Gilles Brassard의 업적이 그 시초이다. 1970년대 초, 당시 뉴욕 컬럼비아 대학의 Wiesner는 양자 켤레 코딩의 개념을 도입하였다. Wiesner의 논문 "Conjugate Coding"은 처음엔 IEEE Information Theory Society 에서 게제거부되었으나, 1983년 ACM SIGACT|SIGACT News에서 출판되었다. 이 논문에서 Wiesner는 광자의 선형 및 원형 편광과 같은 "켤레 관측가능량"에 두 메시지를 인코딩하고 저장하거나 전송함으로써 두 메시지 중 하나만이 수신되고 디코딩되도록 할 수 있는 방법을 보였다. IBM Thomas J. Watson Research Center의 Charles H. Bennett(컴퓨터 과학자)과 Gilles Brassard는 1979년 푸에르토리코에서 열린 20회 IEEE Symposium on the Foundations on Computer Science에서 만나, Wiesner의 발견을 통합하는 방법을 발견했다. "주요 돌파구는 광자가 정보를 저장하기 위한 것이 아니라 정보를 전송하기 위한 것임을 깨달았을 때 이루어졌습니다." 이 작업을 기반으로 하여 1984년, Bennett 와 Brassard 은 보안 통신을 위한 방법을 제안하였고, BB84 라고 명명되었다. 안전한 키 분배를 달성하기 위해 양자 비국소성과 벨 부등식을 사용하기 위한 David Deutsch의 제안에 따라, Artur Ekert는 1991년 논문에서 얽힘 기반 양자 키 분포를 더 자세히 분석하였다.

3단계 양자암호화 프로토콜(Kak의 3단계 프로토콜)에서 양 통신자에 의한 극성 무작위 회전이 제안되었다. 원칙적으로 이 방법은, 단일 광자를 사용하는 경우 데이터의 연속적이고 깨지지 않는 암호화에 사용할 수 있다. 기본적인 극성 회전 스킴이 구현되었다. 이는 양자 키 분배가 실제로는 고전적인 암호화를 사용하는데 반해 순수하게 양자 기반 암호화 방식을 보여준다.

BB84 방법은 양자 키 분배 방법들의 기초가 되었다.

## 이점
암호화는 데이터 보안의 구조에서 가장 중요한 부분이다. 다만 암호화를 사용하는 입장에서 암호키가 무기한 안전히 유지된다고 생각해서는 안된다. 양자 암호는 암호화된 데이터를 안전하게 유지할 수 있는 기간이 기존 암호에 비해 더 오래 지속된다. 기존(고전) 암호화를 통해서는 안전한 암호화를 30년 이상 유지할 수 있다는 보장이 없으나, 일부 이해 관계자들은 그 이상의 기간을 유지해야하는 경우도 있다. 의료 산업계를 그 예로 들어볼 수 있다. 2017년 기준으로 사무실 기반 의사의 85.9%가 전자 의료 기록 시스템을 사용하여 환자 데이터를 저장하고 전송하고 있다.
HIPPA(Health Insurance Portability and Accountability Act)에 의해, 의료기록은 비밀로 유지되어야만 한다. 일반적으로 서면으로 된 의료기록은 일정 기간이 지나면 파쇄되지만 전자기록은 디지털 흔적을 남긴다. 양자 키 배포는 최대 100년 동안 전자 기록을 보호할 수 있다. 군사기밀을 60년 이상 보존할 수 있는 등, 양자 암호는 정부 및 군에 유용한 점도 있다. 또한 양자 키 배포가 잡음 채널을 통해 장거리로 이동할 수 있고 안전하다는 증명이 있으며, 잡음 양자 스킴을 고전적인 잡음 없는 스킴으로 환원할 수 있는데, 이는 고전 확률 이론으로 해결할 수 있다. 이 프로세스는 잡음 채널에 대해 일관된 보호를 유지하며, 양자 중계기의 구현을 통해 가능하다. 양자 중계기는 양자 통신 오류를 효율적인 방식으로 해결할 수 있는 능력을 가지고 있으며, 통신 보안을 보장하기 위해 잡음이 많은 채널을 통해 세그먼트로 배치될 수 있다. 양자 중계기는 안전한 통신 회선을 만들기 위해 연결 전 채널의 분절을 정제함으로써 이를 수행한다. 하위 수준의 양자 중계기는 장거리에서 잡음 채널을 통해 효율적인 보안을 제공할 수 있다.

## 종류
- 양자 키 분배
- 양자 동전 던지기

1. ↑  Gisin, Nicholas; Ribordy, Grégoire; Tittel, Wolfgang; Zbinden, Hugo (2002). “Quantum cryptography”. 《Reviews of Modern Physics》 74 (1): 145–195. arXiv:quant-ph/0101098. Bibcode:2002RvMP...74..145G. doi:10.1103/RevModPhys.74.145. S2CID 6979295.
2. ↑  Pirandola, S.; Andersen, U. L.; Banchi, L.; Berta, M.; Bunandar, D.; Colbeck, R.; Englund, D.; Gehring, T.; Lupo, C.; Ottaviani, C.; Pereira, J. L.;  외. (2020). “Advances in quantum cryptography”. 《Advances in Optics and Photonics》 12 (4): 1012–1236. arXiv:1906.01645. Bibcode:2020AdOP...12.1012P. doi:10.1364/AOP.361502. S2CID 174799187.
3. ↑  “Origin and Development of Quantum Cryptography | MPIWG”. 《www.mpiwg-berlin.mpg.de》. 2020년 9월 22일에 확인함.
4. 1 2  Bennett, Charles H.;  외. (1992). “Experimental quantum cryptography”. 《Journal of Cryptology》 5 (1): 3–28. doi:10.1007/bf00191318. S2CID 206771454.
5. ↑  Wiesner, Stephen (1983). “Conjugate coding”. 《ACM SIGACT News》 15 (1): 78–88. doi:10.1145/1008908.1008920. S2CID 207155055.
6. ↑  Bennett, Charles H.; Brassard, Giles (1984). “Quantum cryptography: Public key distribution and coin tossing”. 《Proceedings of IEEE International Conference on Computers, Systems and Signal Processing》 175: 8.
7. ↑  Deutsch, David (1985). “Quantum theory, the Church-Turing principle and the universal quantum computer”. 《Proceedings of the Royal Society A》 400 (1818): 97. Bibcode:1985RSPSA.400...97D. doi:10.1098/rspa.1985.0070. S2CID 1438116.
8. ↑  Ekert, A (1991). “Quantum cryptography based on Bell's theorem”. 《Physical Review Letters》 67 (6): 661–663. Bibcode:1991PhRvL..67..661E. doi:10.1103/physrevlett.67.661. PMID 10044956.
9. ↑  Kak, Subhash (2006). “A three-stage quantum cryptography protocol”. 《Foundations of Physics Letters》 19 (3): 293–296. arXiv:quant-ph/0503027. Bibcode:2006FoPhL..19..293K. doi:10.1007/s10702-006-0520-9. S2CID 7245233.
10. ↑  Chen, Y.;  외. (2009). “Embedded security framework for integrated classical and quantum cryptography in optical burst switching networks”. 《Security and Communication Networks》 2: 546–554.
11. ↑  “A multi-photon approach to quantum cryptography”. 《Kurzweil》. 2012년 10월 5일. 2015년 2월 5일에 원본 문서에서 보존된 문서. 2015년 2월 5일에 확인함.
12. ↑  Cardinal, David (2019), Quantum Cryptography Demystified: How It Works in Plain Language. Extreme Tech, 11 March.
13. ↑  “Crypto-gram: December 15, 2003 - Schneier on Security”. 《www.schneier.com》. 2020년 10월 13일에 확인함.
14. 1 2 3  Stebila, Douglas; Mosca, Michele; Lütkenhaus, Norbert (2010),  Sergienko, Alexander; Pascazio, Saverio; Villoresi, Paolo, 편집., “The Case for Quantum Key Distribution”, 《Quantum Communication and Quantum Networking》 (Berlin, Heidelberg: Springer Berlin Heidelberg) 36, 283–296쪽, Bibcode:2010qcqn.book..283S, doi:10.1007/978-3-642-11731-2_35, ISBN 978-3-642-11730-5, S2CID 457259, 2020년 10월 13일에 확인함
15. ↑  “FastStats”. 《www.cdc.gov》 (미국 영어). 2020년 8월 4일. 2020년 10월 13일에 확인함.
16. ↑  Rights (OCR), Office for Civil (2008년 5월 7일). “Privacy”. 《HHS.gov》 (영어). 2020년 10월 13일에 확인함.
17. 1 2  Lo, Hoi-Kwong; Chau, H. F. (1999). “Unconditional Security of Quantum Key Distribution over Arbitrarily Long Distances” (PDF). 《Science》 283 (5410): 2050–2056. arXiv:quant-ph/9803006. Bibcode:1999Sci...283.2050L. doi:10.1126/science.283.5410.2050. JSTOR 2896688. PMID 10092221. S2CID 2948183.